# Saturnus (astrologie)

Astrologisch symbool

Saturnus () is in de westerse astrologie de heerser van Steenbok en de traditionele heerser van Waterman vóór de ontdekking van Uranus.
Het symbool voor Saturnus lijkt op een sikkel die onder een kruis is geplaatst. Saturnus' omloop rond de zon duurt 29,5 jaar waardoor hij gemiddeld 2,46 jaar doorbrengt in elk teken. In die perioden wordt hij in verband gebracht met de planeten die in dat teken staan, waarbij hij volgens de astrologische regels een beperkende, soliderende invloed heeft op het levensgebied dat die planeet en dat huis vertegenwoordigt. Traditioneel wordt Saturnus in de middeleeuwse astrologie ook als een malafide planeet beschouwd die dood, beproevingen en ziekte brengt.
Behalve met grenzen, limitering, wordt Saturnus ook geassocieerd met ambitie, praktische ingesteldheid, structuur en autoriteit op maatschappelijk vlak. Op individueel vlak vertelt deze planeet meer over op iemands verantwoordelijkheidsgevoel, discipline en bereidheid tot zich conformeren. Op emotioneel vlak onderdrukt Saturnus (als 'koude' planeet) gevoelens en kan een indicatie zijn (volgens de astrologische correspondenties) van mentale hardheid en geestelijk lijden. Saturnus staat volgens de leer van de humores voor een melancholisch temperament en als fysieke correspondenties noemt Claudius Ptolemaeus onder meer galblaas, blaas en beenderen. Verder symboliseert Saturnus alle extreem koude en droge dingen, wat bijvoorbeeld van belang is bij het zoeken van verloren geraakte voorwerpen die de astroloog met het opstellen van een uurhoekhoroscoop probeert terug te vinden.
In de astrologie wordt aan de terugkeer van Saturnus op dezelfde positie als in de geboortehoroscoop bijzonder belang gehecht. Het zou samenvallen met een periode van fysieke en emotionele beproevingen.

## Correspondenties
- Heerser van Steenbok en Waterman, in vernietiging in Kreeft en Leeuw, in verhoging op graad 21 van Weegschaal, in val in Ram[1] Heerser van het tiende (en elfde) huis.
- Klassiek:[2] Dagplaneet, koud en droog, vochtige dampen, melancholisch, aards, mannelijk, het grotere ongeluk, bewerkstelliger van eenzaamheid, malicieus. Ernstig en streng in zijn houding, spreekt spaarzaam, werkt geduldig, argumenteert zwaarwichtig, nauwgezet, stuurs en sober in al zijn handelingen. Kan indien negatief ook afgunstig worden, wantrouwig en koppig, een vrouwenverachter, nooit tevreden mompelaar, altijd klagend. Zijn lichaam koud en droog, gemiddelde gestalte, bleek, kleine donkere ogen, breed voorhoofd, zwart of vaal haar, grote oren, zakkende wenkbrauwen, dunne of geen baard, dikke lippen en neus, voorovergebogen houding, vreemde loop met knieën die voortdurend tegen elkaar aanbotsen.
  - Beroep: nachtwerk of onder de grond zoals mijnwerkers, loodgieter, schoorsteenveger, drager van doden, tuinier, verver van zwarte kleren, koster, doodgraver, schaapsherder
  - Smaken: zuur, bitter, scherp
  - Planten: wolfsklauw, alruin, bilzekruid, nachtschade, dragon, ijzerkruid, salie, spinazie, komijn, duivenkervel. De cipres en de treurwilg
  - Dieren: ezel, kat, haas, muis, mol, olifant, beer, wolf, krokodil, paling, kraai, uil, sprinkhaan, struisvogel.
  - Plaatsen: vertoeft graag in woestijnen, wouden, donkere valleien, grotten, holen, bergen, ruïnes
  - Stenen: saffier, lapis lazuli, alle zwarte, doffe, lelijke gesteenten die niet gepolijst kunnen worden
  - Dag: zaterdag
- Modern: Geremdheid, concentratie, consolidatie, ernst, melancholie, verantwoordelijkheid.[3]